# Quesintuu y Umantuu

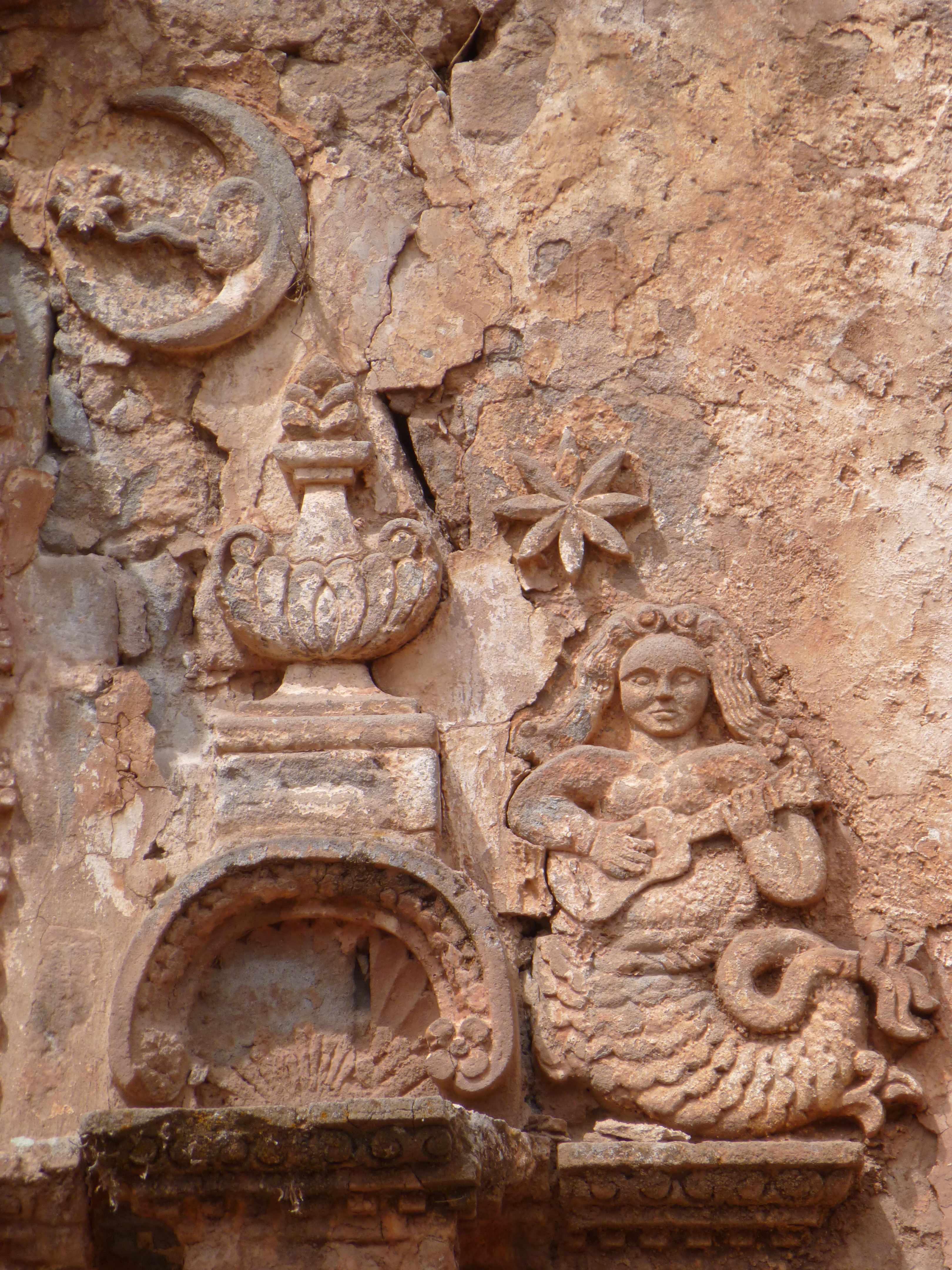
Motivo de sirena con charango esculpida en la portada de la Iglesia de Salinas de Yocalla.

Quesintuu y Umantuu son los nombres de dos seres con características de sirenas, parte pez y parte humana, presentes de las culturas de Los Andes. Su origen se sitúa en la Cuenca del Desaguadero y sus alrededores, representaciones de éstos seres se han encontrado en numerosas piezas prehispánicas de las culturas Urus, Chipayas y otras cercanas al área mencionada.
Bertonio menciona el mito detrás de su existencia, ligado a Tunupa:
“Quesintuu, Umantuu: son dos hermanas con quien pecó Tunuupa, según se cuenta en las fábulas de los indios”. “Quesintuu: otra especie de bogas” (Bertonio, 1984:II, 291) 
“pece, chaulla: cuyos nombres particulares más ordinarios son estos: quesintuu, umantuu, que son bogas” (Bertonio, 1984: I, 354)
Con base a éstos textos la historiadora Teresa Gisbert refiere que la leyenda puede ilustrar la relación carnal con seres de origen lacustre, posiblemente seres femeninos pisciformes, cuyos nombres se corresponden con especies del lago Titicaca: Umanto o boga del lago Titicaca.
También se refiere que la unión de éstos seres puede simbolizar la unión de dos espacios diferentes, el agua, la tierra, y el rayo.

## Representaciones coloniales
En diferentes manifestaciones artísticas elaboradas durante la colonia se hallan numerosos ejemplos de figuras mitad pez y mitad humanas en obras de arte del barroco mestizo.
Estos seres pueden observarse en las fachadas de iglesias construidas entre los siglos XVII y XIX en Bolivia: La Paz, Potosí y Chuquisaca, así como en los frontis de las iglesias peruanas de Cuzco, Arequipa, Quispicanchi, Asillo, Lampa, Zepita, Huamán, Tarapacá y Puno.
También se encuentran representadas en expresiones pictóricas como es el caso de las Machaca, Guaqui, o Huachacalla, en Bolivia, así como en Zepita, Urcos en Perú. El tallado y escultura de retablos en Chuquisaca, Juli o Cuzco también las representan, y en el arte mueble pueden encontrarse en barqueños como en Chuquisaca, o en objetos de platería nuevamente en Cuzco y Chuquisaca.